# لاچ اربور (نیوجرسی)
لاچ اربور (به انگلیسی: Loch Arbour) شهری در ایالت نیوجرسی کشور ایالات متحده آمریکا است که جمعیت آن در سرشماری سال ۲۰۱۰ میلادی، ۱۹۴ نفر بوده‌است.